# ジェームズ・カーネギー (第2代サウスエスク伯爵)
第2代サウスエスク伯爵ジェームズ・カーネギー（英語: James Carnegie, 2nd Earl of Southesk、1613年以前 – 1669年3月）は、スコットランド貴族。1633年から1658年までカーネギー卿の儀礼称号を使用した。

## 生涯
初代サウスエスク伯爵デイヴィッド・カーネギーとマーガレット・リンジー（Margaret Lindsay）の次男として生まれた。
1629年2月21日、イサベル・カー（Isabel Ker、1650年4月没、初代ロクスバラ伯爵ロバート・カーの娘）と結婚、1男2女を儲けた。
- ロバート（1688年没） - 第3代サウスエスク伯爵
- ジーン（Jean） - 1647年6月26日、第2代アナンデイル伯爵ジェームズ・マレーと結婚、子供なし。1659年8月9日、第4代ストーモント子爵デイヴィッド・マレーと結婚、子供あり
- キャサリン（1693年没） - 1658年1月7日、第11代エロル伯爵ギルバート・ヘイと結婚、子供なし

1632年3月25日までに騎士爵に叙され、1650年にオランダでチャールズ2世を訪問したほか、1657年7月11日にオリバー・クロムウェルがエディンバラでスコットランドとイングランドの合邦を宣言したときはクロムウェルと同席した。
1658年2月に父が死去すると、サウスエスク伯爵の爵位を継承した。
1669年3月に死去、息子ロバートが爵位を継承した。